# Zoltan Farmati
Zoltan Farmati, né le 9 juillet 1924 à Șimleu Silvaniei en Roumanie et décédé le 3 janvier 2006 à Arad en Roumanie, était un footballeur international roumain, qui évoluait au poste de défenseur. 
Il compte 21 sélections en équipe nationale entre 1947 et 1953.

## Biographie

### Carrière de joueur
Avec le club de l'UTA Arad, il remporte trois championnats de Roumanie et deux coupes de Roumanie.
Il dispute un total de 223 matchs en première division roumaine, inscrivant un seul but dans ce championnat.

### Carrière internationale
Zoltan Farmati compte 21 sélections avec l'équipe de Roumanie entre 1947 et 1953. 
Il est convoqué pour la première fois par le sélectionneur national Nicolae Vâlcov pour un match amical contre la Yougoslavie le 22 juin 1947 (défaite 3-1). Il reçoit sa dernière sélection le 28 juin 1953 contre la Bulgarie (victoire 3-1).

## Palmarès
- Avec l'UTA Arad :
  - Champion de Roumanie en 1948, 1950 et 1954
  - Vainqueur de la Coupe de Roumanie en 1948 et 1953